# هيلين ثاير
هيلين ثاير (بالإنجليزية: Helen Thayer) هي مستكشفة نيوزيلندية، ولدت في 12 نوفمبر 1937 في وانغاري في نيوزيلندا.

## وصلات خارجية
- هيلين ثاير على موقع اتحاد ألعاب الكومنولث (مؤرشف) (الإنجليزية)

- الموقع الرسمي